# Rad & Hösslin
Rad & Hösslin war ein 1690 in Augsburg gegründetes Handels- und Bankhaus, das bald darauf  auf den Frankfurter und den Leipziger Messen ausstellte und zahlreiche europäische Fürstenhöfe mit Augsburger Silber- und Goldschmiedearbeiten belieferte. 
Gegründet von dem Augsburger Juwelier Christoph Rad (1628–1730) und dem Goldschmied Bartholomäus Hösslin (1659–1704), Rads Schwiegersohn, war die Firma neben dem Fernhandel auch im Bankgeschäft tätig.
Die Firma hatte eine monopolartige Stellung am Wiener Hof inne und errichtete Vertretungen an den wichtigsten Höfen Europas.

## Bekannte Werke

### Silberwaren in der Krakauer Marienbasilika
Als Votivgabe in der Marienbasilika in Krakau für den Segen des stellvertretenden Mundschenks von Warschau, Jan Warzyniec Wodzicki, stiftete dieser nach Silberbesteck (1690: sechs Altarleuchter) im Jahr 1692
- eine goldene Statue einer Madonna mit Kind auf einem vergoldeten Silbersockel
- und ein Paar kniender Engel auf Sockeln, die mit dem Sockel der Madonnenstatue identisch sind.[3]

Im Archiv der Familie Wodzicki aus Kościelniki in der Ossolinski-Nationalbibliothek Breslau fanden sich in den 2010er Jahren zwei Kostenvoranschläge für die Madonna mit Kind sowie das Engelspaar. Aus diesen sind die veranschlagten Kosten beispielsweise für die Madonna mit Kind über 1100 Dukaten (entsprechend 1114 Augsburger Dukaten) ersichtlich, inklusive Arbeitskosten für das Wachsmodell, die Körper-Formungen aus Goldblech und die Treibarbeiten („Repoussage“), sowie für das Etui und Reisetasche zum Transport von Augsburg nach Krakau.
- Ein am 9. Mai 1694 in Warschau von Rad & Hösslin ausgestelltes, aus fünf Teilen bestehendes Antependium aus Silber, mutmaßlich aus der Werkstatt des Augsburger Goldschmieds Abraham II. Drentwett (1647–1729) stammend, stiftete Wodzicki am 12. Juli 1694 ebenfalls der Krakauer Marienbasilika. Sie wurden für den Hauptaltar der Basilika verwendet.[3]

Während des Kościuszko-Aufstandes im Jahr 1794 wurden die Silberwaren, nicht jedoch die Engelsstatuen, von dem von Tadeusz Kościuszko gegründeten Ordenskomitee aus der Schatzkammer der Basilika entwendet und – zur finanziellen Unterstützung des Aufstandes – eingeschmolzen. 1807 wurden die beiden von Wodzicki finanzierten Engelsstatuen an Krakauer Goldschmiede verkauft.